# التادور، کلگری
التادور، کالگاری (به انگلیسی: Altadore, Calgary) یک منطقهٔ مسکونی در کانادا است که در آلبرتا واقع شده‌است.

## خصوصیات
التادور ۸٬۱۷۵ نفر جمعیت دارد و ۱٬۰۹۵ متر بالاتر از سطح دریا واقع شده‌است.